# Walter Le Coutre
Walter Le Coutre (* 21. November 1885 in Halle; † 14. September 1965 in Meersburg) war ein deutscher Betriebswirtschaftler und Bilanztheoretiker.

## Leben
Le Coutre studierte an der Handelshochschule in Berlin. 1906 wurde er Mitglied des Corps Holsatia Berlin. 1909 schloss er das Studium ab. Im Jahr 1910 unterstützte er Johann Heinrich Vogel als wissenschaftliche Hilfskraft bei der Zusammenstellung des Werkes Das Acetylen, seine Eigenschaften, seine Herstellung und Verwendung. 1918 wurde er in Greifswald bei Wilhelm Kähler über Die Grundgedanken der Deutschen Preispolitik im Weltkrieg 1914–1918 promoviert. 1920 bis 1923 war er Professor, ab 1921 Ordinarius an der Handelshochschule Königsberg. Ab 1924 bis zu deren Auflösung 1933 war er an der Handelshochschule Mannheim tätig. Danach wirkte er freiberuflich bis 1944 als Leiter eines Treuhandbüros und wurde 1943 Honorarprofessor an der Universität Heidelberg. Von 1946, dem Jahre der Wiedereröffnung der Handelshochschule Mannheim als Wirtschaftshochschule, bis zur Emeritierung am 31. März 1954 war er wieder in Mannheim tätig, von 1949 bis 1950 als deren Rektor.
Walter Le Coutre wurde vor allem durch die Entwicklung der Statischen Bilanzauffassung bekannt, die er seit den 1920er Jahren vertrat und zur sogenannten totalen Bilanzauffassung weiterentwickelte.

## Ehrungen
- Ehrendoktorwürde der Hochschule für Welthandel Wien
- Ehrenmitglied des Verbandes der Hochschullehrer für Betriebswirtschaft
- 1955 Verleihung der Schillerplakette Mannheims
- 1958 Bundesverdienstkreuz 1. Klasse für Betriebswirtschaft
- 1960 Ehrensenator der Wirtschaftshochschule Mannheim (heute Universität Mannheim)[4]
- die Verleihung des Großen Verdienstkreuzes zum 80. Geburtstag wurde durch den Tod vereitelt

## Werke (Auswahl)
- Die Preisentwicklung in der Steinkohlengasindustrie (= Schriften des Vereins für Sozialpolitik. Band 142). Topos-Verlag, Vaduz, Liechtenstein 1992, ISBN 3-289-00560-7 (Erstausgabe: Duncker und Humblot, München und Leipzig  1914, Unveränderter Nachdruck der Erstausgabe, zugleich Dissertation an der Universität Greifswald).
- Die Grundgedanken der deutschen Preispolitik im Weltkriege 1914–1918. Haude & Spener, Berlin 1919, DNB 36114265X.
- Betriebsorganisation. Industrieverlag Spaeth & Linde, Berlin 1930, DNB 361142641.
- Einrichtung und Umstellung der Buchhaltung nach dem Kontenrahmen. Ein Wegweiser für die Praxis. Muth, Stuttgart 1940, DNB 574580581.
- Grundzüge der Bilanzkunde – eine totale Bilanzlehre. Teil 1. 4., durchgesehene Auflage. Heckner, Wolfenbüttel 1949, OCLC 832525949 (Originaltitel: Grundzüge der Bilanzkunde. 1. Die allgemeinen Lehren. Erstausgabe: Gloeckner, Leipzig  1922).
- Was sagt mir die Bilanz? Wirtschaftserkenntnis durch Bilanzkritik. Muth, Stuttgart 1956, DNB 452742064.
- Erfordernisse ordentlicher Buchführung. Verlag Handelsblatt, Düsseldorf 1958, DNB 452742013.